# Skerðingur
Skerðingur è una montagna alta 687 metri sul mare situata sull'isola di Eysturoy, la seconda isola in ordine di grandezza dell'arcipelago delle Isole Fær Øer, amministrativamente appartenenti alla Danimarca.